# Akademihuset

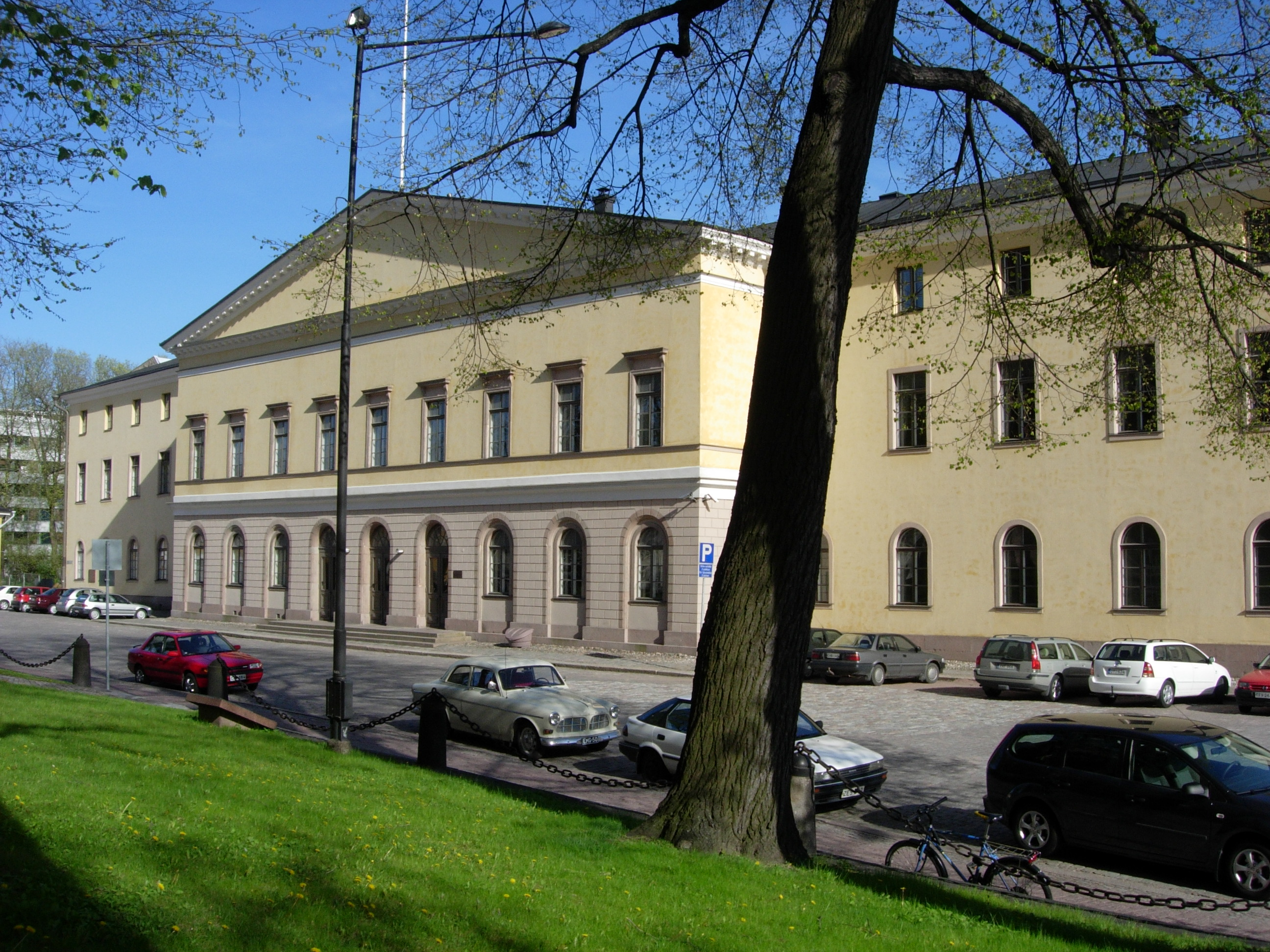
Akademihuset, fasaden mot Domkyrkan, med entrén till Solennitetssalen

Akademihuset är en historisk byggnad i centrala Åbo nära Åbo domkyrka. Ursprungligen uppfördes byggnaden 1801–1815 efter ritningar av arkitekt Carl Christoffer Gjörwell d.y. för att inrymma Kungliga Akademien i Åbo. Det var det sista stora byggnadsprojektet i Finland under den svenska tiden. Akademihuset är en av de viktigaste byggnaderna i gustaviansk stil i Finland. 
Akademihuset skadades i Åbo brand år 1827. Byggnaden återbyggdes mellan åren 1827 och 1835 efter ritningar av den tyskfödda arkitekten Carl Ludvig Engel. Kungliga Akademin hade flyttat till den nya huvudstaden Helsingfors år 1827, och efter återbyggnadsarbetet användes byggnaden bland annat av länsstyrelsen, domkapitlet och hovrätten. Numera används den av Åbo hovrätt.
Husets festsal, Solennitetssalen, administreras av Åbo universitet och används bland annat som konsertlokal och som festsal för Åbo universitet och Åbo Akademi.

## Externa länkar

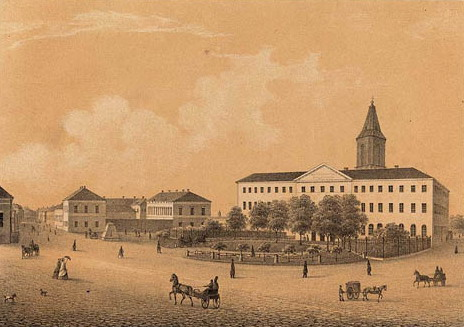
Akademihuset (1800-tal)

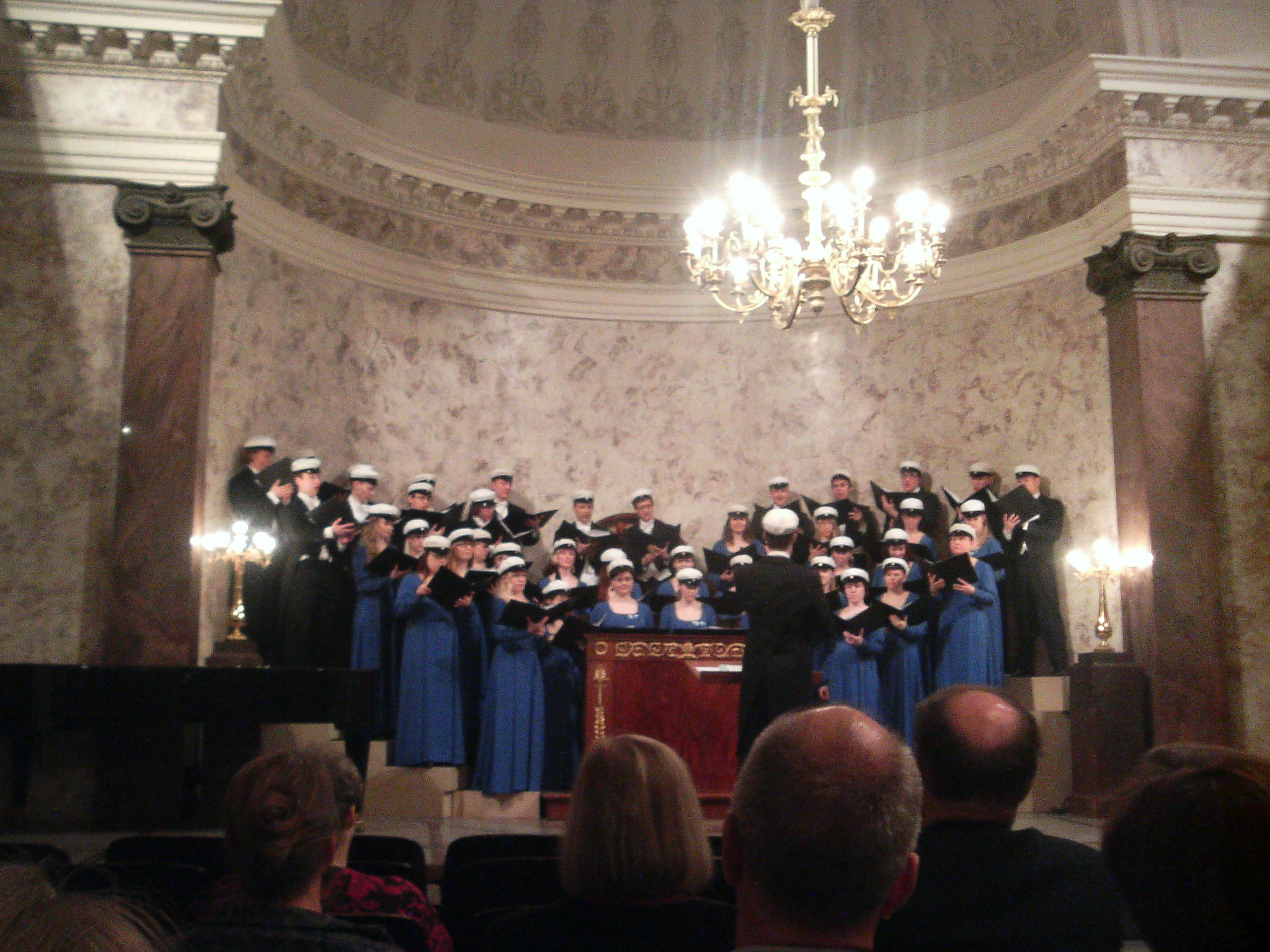
Universitetets studentkårs kör i Solennitetssalen 2007